# Sans famille (téléfilm)
Pour les articles homonymes, voir Sans famille (homonymie).
Sans famille est un téléfilm français réalisé par Yannick Andréi en 1965, adapté du roman éponyme d’Hector Malot. Le téléfilm se découpe en deux parties d’environ 60 minutes, diffusées pour la première fois le jour de Noël 1965 dans la série Le Théâtre de la jeunesse.

## Distribution
- Michel Vitold : Vitalis
- Bernard Jeantet : Rémi
- Andrée Tainsy : mère Barberin
- Marcel Pérès : père Barberin
- Blanchette Brunoy : Mme Milligan
- Jacques Hilling : Garofoli
- Jacky Catalayud : Mattia
- François Chaumette : Jeroboam Driscoll

## Voir
- Le Théâtre de la jeunesse